# دنيس أ. دوغرتي
دنيس أ. دوغرتي (بالإنجليزية: Dennis A. Dougherty)‏ هو كيميائي وأستاذ جامعي أمريكي، ولد في 4 ديسمبر 1952 في هاريسبرج في الولايات المتحدة.